# Daniel Ortiz Espejo
Daniel Ortiz Espejo (n. 1976) es un político español, alcalde de Móstoles entre 2012 y 2015 y diputado de la x legislatura de la Asamblea de Madrid entre 2015 y 2016.

## Biografía
Nació el 2 de septiembre de 1976 en Madrid. Licenciado en derecho en la Universidad Nacional de Educación a Distancia, se colegió en el Ilustre Colegio de Abogados de Madrid. Concejal en el Ayuntamiento de Móstoles desde 1999, se convirtió entonces, con 22 años, en el concejal más joven en la historia del municipio.
Tras la dimisión de Esteban Parro, fue investido y tomó posesión como alcalde de Móstoles el 9 de enero de 2012, con 35 años de edad.
Tras las elecciones municipales del 24 de mayo de 2015, en las que encabezó la candidatura del PP, no consiguió revalidar el bastón de alcalde de Móstoles, y pasó a ejercer de portavoz del grupo municipal popular en el pleno. Había sido elegido también diputado de la Asamblea de Madrid en las elecciones autonómicas celebradas el mismo día que las municipales.
Anunció su dimisión como diputado autonómico en julio de 2016 tras conocer que había sido imputado por el Tribunal Superior de Justicia de Madrid por corrupción en el Caso Púnica. Fue sustituido como diputado por María de las Mercedes Delgado de Robles Sanguino. También dimitió como concejal y como presidente del Partido Popular en Móstoles. El juez habría hallado indicios de que Ortiz benefició como alcalde con una adjudicación a una empresa de la trama, Cofely, a cambio de mordidas.